# Polygala martiana
Polygala martiana är en jungfrulinsväxtart som beskrevs av Alfred William Bennett. Polygala martiana ingår i släktet jungfrulinssläktet, och familjen jungfrulinsväxter. Inga underarter finns listade i Catalogue of Life.